# Flowerpot Island
45°18′22″N 81°38′06″V / 45.306225°N 81.635113°V
Flowerpot Island er en ø i Georgian Bay, i den canadiske provins Ontario og en del af Fathom Five National Marine Park. Øen har en udstrækning på 2,1 km fra øst til vest, og 1,5 km fra nord til syd, og et samlet areal på 2 km². Øens navn kommer af to klippesøjler på øens østkyst, der ligner urtepotter. Der har været en tredje søjle, men den væltede i 1903.
Flowerpot Island er en populær turistdestination, med campingfaciliteter og vandrestier. Øen kan besøges med både med udgangspunkt i Tobermory på Brucehalvøen.

## Formation
Klippesøjlerne er dannet ved mange års vind, regn, bølger og is har har eroderet klinten der stod langs kysten. Blødere klippe eroderede hurtigere, og efterlod hårdere klippe formet som urtepotter med træer voksende på toppen.